# Бондарук, Владимир Васильевич

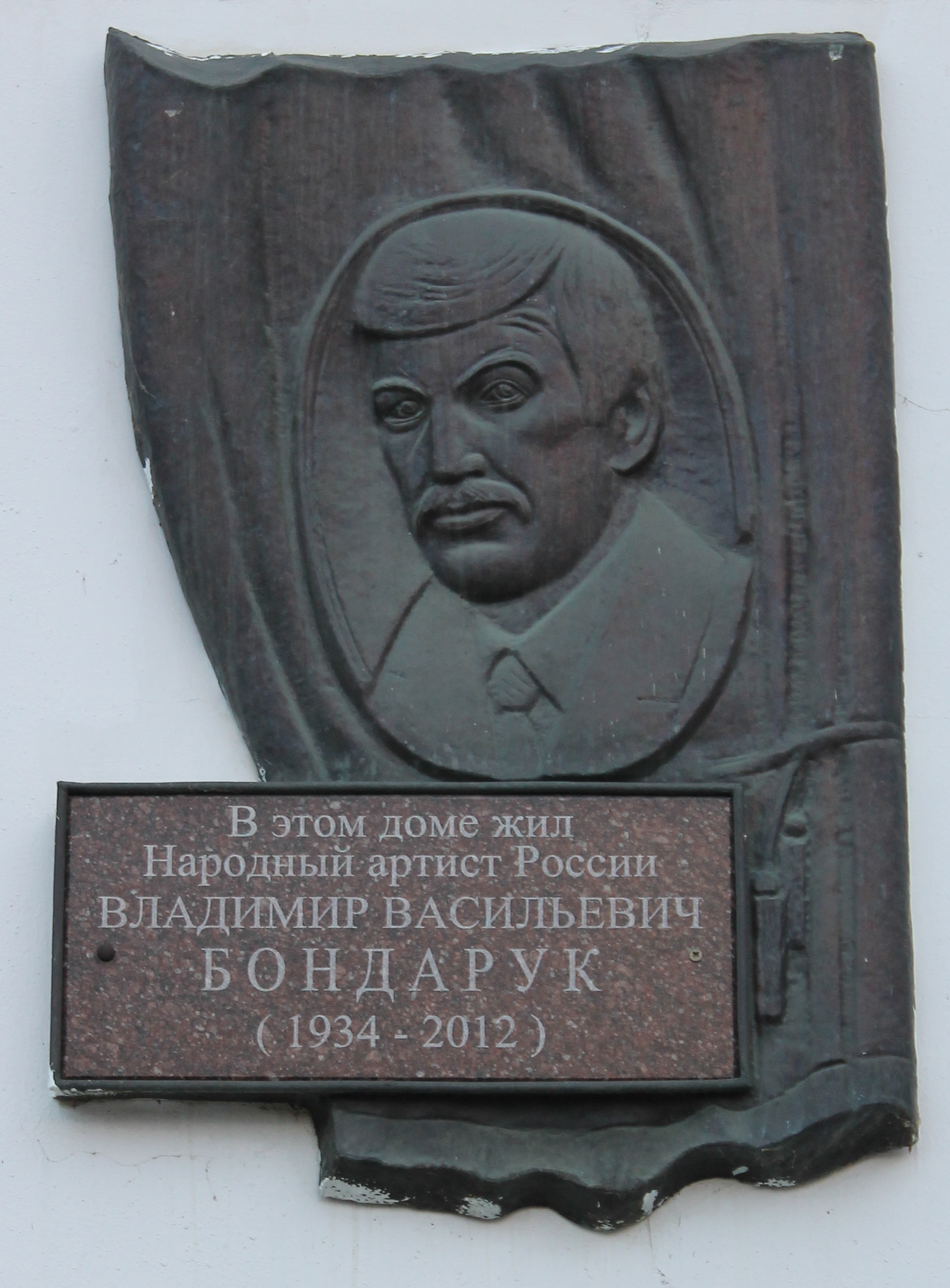
Мемориальная доска на ул. Князя Трубецкого 42 г. Белгорода, где он жил, открытая 26 мая 2013 года

Владимир Васильевич Бондарук (26 мая 1934 — 30 октября 2012) — советский и российский театральный актёр, народный артист РСФСР, актёр Белгородского государственного драматического театра имени М. С. Щепкина.

## Биография
Владимир Васильевич родился 26 мая 1934 года в городе Остере на Черниговщине в дворянско-интеллигентской семье, в которой переплелись русские и украинские, польские и чешские корни. В доме была прекрасная библиотека дореволюционных изданий, родители и тетушки будущего артиста читали вслух стихи и прозу, устраивали домашние спектакли. Поэтому, когда закончилась война и возобновились занятия в школе и черниговском Дворце пионеров, юный Володя поспешил записаться в театральную студию. Она дала путёвку в профессию пятерым будущим артистам, среди которых и знаменитый актёр отечественного театра и кино Алексей Петренко.
После окончания актёрского факультета Харьковского театрального института в 1959 году Владимир Бондарук поступил в труппу Черниговского музыкально-драматического театра. Внешне всё складывалось удачно: роли, успех у зрителей… Но молодой артист, посчитав, что пока ему нечего сказать людям со сцены, ушёл из театра работать аппаратчиком на заводе искусственного волокна.
Он организовал на предприятии драмкружок, устраивал для рабочих походы в театр, а после – обсуждения спектаклей. И однажды услышал от товарищей слова, заставившие его вернуться на сцену: «А зря ты, Володя… Ведь твоё место там. Ты спрашиваешь, что можешь рассказать людям. Расскажи о себе, обо всех нас…»

В труппе Белгородского драматического театра Владимир Бондарук появился в 1964 году. Высокий, стройный красавец с аристократической осанкой и роскошным баритоном сразу обратил на себя внимание режиссёров, зрителей и театральных рецензентов. В обзоре сезона 1966–67 годов журналист «Белгородской правды» Александр Потапов писал:
«…чувствуется, что актёр растёт как мыслитель – всё сдержаннее он во внешних проявлениях, всё весомее художественная нагрузка его ролей. Думается, что в некотором роде итогом нынешнего этапа становления была его работа в драме «Цыган».
О Будулае, сыгранном до экранизаций романа и с Евгением Матвеевым, и с Михаем Волонтиром, в театре до сих пор легенды ходят! Рассказывают, что во время гастролей щепкинцев по Украине к Владимиру Васильевичу приходили цыгане, осведомлялись, из какого он табора, и даже звали с собой.
В 1971 году Владимир Васильевич стал заслуженным артистом РСФСР, а в 1984 году первым из белгородцев получил звание «Народный артист РСФСР». В дальнейшем он получил орден «Знак Почёта» и трижды становился лауреатом областной театральной премии имени М. С. Щепкина.
За годы работы в Белгородской драме Бондарук сыграл свыше 150 ролей в спектаклях классического и современного репертуара. Его последней работой стал Фирс в спектакле «Вишнёвый сад» А. Чехова в постановке Бориса Морозова.
Это был очень неожиданный Фирс – благородство и стать артиста сообщали образу вовсе не холопские черты. Именно старик был настоящим хозяином вишнёвого сада, умиравшим вместе с ним в финале. Когда спектакль показали на фестивале «Актёры России – Михаилу Щепкину», столичные критики изумлялись: «Если слуги были такими, каковы же должны быть господа?!»
В последнее время он тяжело болел, но продолжал жить театром, приходил на репетиции, общался с друзьями-актёрами. 
Умер 30 октября 2012 года. На его 79ую годовщину в доме, где он жил, повесили мемориальную доску, где он изображён молодым.

## Награды и звания
- Награждён орденом «Знак Почёта».
- Народный артист РСФСР (1984).
- Лауреат Областной театральной премии имени М. С. Щепкина.(3)

## Театральные работы
- Окаемов, Нароков («Красавец-мужчина», «Таланты и поклонники» А. Н. Островского),
- Большинцов («Месяц в деревне» И. С. Тургенева),
- Кречинский («Свадьба Кречинского» А. В. Сухово-Кобылина),
- Тригорин («Чайка» А. П. Чехова),
- Сирано де Бержерак («Сирано де Бержерак» Э. Ростана),
- Мекки-Нож («Трехгрошовая опера» Б. Брехта, К. Вайля),
- Доменико Сориано («Филумена Мартурано» Э. Де Филиппе),
- Густаво Ферран («Три супруги-совершенства» А. Касоны),
- Леонидо Папагатто («Моя профессия — синьор из общества» Д. Скарначчи и Г. Тарабузи),
- Прохор Громов («Угрюм-река» по В. Я. Шишкову), Левинсон («Разгром» по А. А. Фадееву),
- Виктор («Варшавская мелодия» Л. Г. Зорина),
- Шаманов («Прошлым летом в Чулимске» А. В. Вампилова),
- сеньор Бальбоа («Деревья умирают стоя» Касоны),
- архиепископ Шаррон («Кабала святош» М. А. Булгакова),
- Будулай («Цыган» по повести А.Калинина «Цыган»),
- Сергей Усов («Традиционый сбор» В.Розова),
- Джордж Купер («А дальше — тишина…» В.Дельмар),
- Сарафанов («Старший сын» А.Вампилова).